# Campbellov otok
Campbellov otok (angleško Campbell Island) je podantarktični otok, ki pripada Novi Zelandiji. Ima površino 115 km², obkrožajo pa ga številne čeri in pečine. Na eni od njih - otoku Jacquemart (Jacquemart Island) - je najjužnejša točka Nove Zelandije z zemljepisno širino 52° 38' južno.
Otok je pust in skalnat, na jugu pa se dviga več kot 500 m nad morjem. Dolg fjord z imenom Perseverance Harbour otok skoraj razdeljuje na dva dela. Proti morju se odpira na vzhodni obali otoka.
Leta 1810 ga je odkril kapitan Hasselburgh. Plul je na ladji Perseverance (Vztrajnost), ki je bila v lasti družbe Campbell & Co. Od tod izhaja ime otoka. Postal je izhodišče za lov na tjulnje, ki so bili na otoku skoraj popolnoma iztrebljeni. 
Do leta 1995 je bila v bližini severnega obrežja otoka meteorološka postaja s stalno posadko. Danes je človeška prisotnost omejena na občasne obiske raziskovalcev in strokovnjakov za ohranjanje naravne dediščine.